# Stipo Milić
Stipo Milić (Bugojno, 1973.) je hrvatski novinar, književnik i fotograf.
Više puta je samostalno izlagao fotografije.

## Djela
- Portret u blatu: životne priče objavljene u "Večernjem listu" iz Zagreba: 1997-2000, putopis (Uskoplje, 2000.)[1]
- Putovanje u beskraj, poezija (Mostar/Zagreb, 2002.)[2]